# Varmah Kpoto
Varmah Kpoto (ur. 28 stycznia 1978 w Monrovii) – liberyjski piłkarz grający na pozycji obrońcy.

## Kariera klubowa
Karierę piłkarską Kpoto rozpoczął w klubie Junior Professional z Monrovii. W jego barwach zadebiutował w 1996 roku w liberyjskiej Premier League. W debiutanckim sezonie wywalczył z nim mistrzostwo Liberii. W 1998 roku odszedł do klubu Saint Anthony FC, w którym grał do 1999 roku. Wtedy też odszedł do greckiego drugoligowca, Olympiakos Wolos. Z kolei w sezonie 2001/2002 grał w innym greckim klubie, Apollon Kryas Vrysi.
W 2003 roku Kpoto wrócił do Liberii i został piłkarzem klubu Mighty Barolle. W latach 2004 i 2006 wywalczył z nim mistrzostwo Liberii. W 2007 roku odszedł do LPRC Oilers. Grał w nim do końca 2008 roku, a na początku 2009 przeszedł do FCAK-Liberia. W 2011 roku zakończył karierę.

## Kariera reprezentacyjna
W reprezentacji Liberii Kpoto zadebiutował 28 sierpnia 1997 roku w wygranym 1:0 meczu eliminacji Pucharu Narodów Afryki 1998 z Tanzanią. W 2002 roku Johnson został powołany do kadry na Puchar Narodów Afryki 2002. Był na nim rezerwowym i nie rozegrał żadnego spotkania. W kadrze narodowej grał do 2008 roku i rozegrał w niej 40 meczów i strzelił 1 gola.